# Nijneirguinskoïe
 (mai 2020).
Nijneirguinskoïe (russe : Нижнеирги́нское) est une localité rurale (un selo) dans le district de Krasnooufimsk de l'Oblast de Sverdlovsk, en Russie, située au pied des monts Oural. Sa population était de 1 092 habitants au recensement de 2010[Passage à actualiser].

## Géographie
Nijneirguinskoïe est située à 37 km au nord-ouest de la ville de Krasnooufimsk et se trouve au bord de l'étang Nijneirguinski, à l'endroit où le ruisseau Chourtane se jette dans la rivière Sylva, elle-même affluent de la rivière Irguina faisant partie du bassin versant de la rivière Kama.
Le village est situé à 12 km à l'est de la limite avec le kraï de Perm qui est aussi le point le plus à l'ouest de l'oblast.
Cette zone est délimitée par un bosquet forestier au milieu d'un paysage de steppe boisée proche de l'Oural.
Les environs du village, et plus précisément le ravin Romaniatski, abritent un site naturel constitué de chênes. C'est le point le plus oriental de la forêt tempérée mixte à feuillage caduc qui offre la possibilité au chêne de se développer naturellement. Cette région permet aussi la croissance d'une végétation spécifique aux pieds des reliefs montagneux.